# یاسی پرازیچ
یاسی پرازیچ (انگلیسی: Jasmina Perazić؛ زادهٔ ۶ دسامبر ۱۹۶۰) بازیکن بسکتبال اهل یوگسلاوی است.
وی در مسابقات کشوری و بین‌المللی در مجموع برندهٔ ۱ مدال طلا، ۱ مدال نقره، ۲ مدال برنز شده‌است.